# Kei Linch
Karla Lucía Cajamarca (Madrid, Colombia; 26 de enero de 2001), más conocida por sus nombres artísticos Kei Linch o Anarkía, es una rapera, cantante y compositora colombiana.
Linch saltó a la fama nacional en 2021 en la cuarta temporada del programa  El Factor X donde se dio a conocer bajo el seudónimo Anarkía, allí terminó de finalista.

## Vida personal
Karla Lucía Cajamarca nació el 26 de enero de 2001 en el municipio de Madrid (Cundinamarca), a 30 minutos de Bogotá, en el seno de una familia humilde. Anarkía en entrevista con la revista Rolling Stone Colombia comenta que en su infancia solía tener una pesadilla recurrente donde solo podía ver una roca y una corbata, cuando quería contarla a los adultos estos solían burlarse de las palabras que utilizaba, esto generó en ella bastantes inseguridades lo que conllevo a que se volviera una persona introvertida. Siempre lleva con ella desde que tiene 2 años a un oso de peluche llamado copito a quien considera una fuente de energía. En múltiples canciones muestra su amor hacia su madre Rosa, y su abuela, quienes han sido los pilares de su familia.
Cuando tenía 14 años empezó a interesarse por diferentes posturas políticas, siendo la Anarquía la que más llamaría su atención aunque no llegaría a comprenderla totalmente, según ella misma cuenta. De esta postura nacería su posterior nombre artístico.
Al graduarse del Bachillerato, su familia insistió en que ingresara a la universidad para que estudiara Psicología pero debido a que Anarkía quería dedicarse a la música desistió de entrar en la universidad, sin embargó ingresó al Servicio Nacional de Aprendizaje (SENA) donde estudió una tecnología en Recursos Humanos. Allí conoció a más personas que hacían rap, lo que hizo que decidiera completamente a dedicarse a la música.

## Inspiración y primeros años
Durante su adolescencia y debido a su personalidad introvertida, Anarkía se alejó de las personas y en su soledad se empezó a interesar por la música Rap. En su casa familiar la música que se solía escuchar eran clásicos como Los Panchos y Julio Jaramillo, sin embargo ella encontró su gusto personal en artistas como Tres Coronas y Canserbero siendo este último su mayor inspiración.
Empezó a cantar en privado a la edad de 14 años, en aquel momento lo hacía solo para ella debido a las inseguridades que tenía ya que en su infancia cuando intentaba cantar, familiares y conocidos decían que su voz era fea.
En 2020 saldría su primer EP titulado Red and Blue Sad Doll con 9 canciones y producido con Area Records el cual solo constaría de 150 unidades que se vendieron muy rápidamente.

## Éxito nacional
En 2020, se inscribió en la primera edición de Caciques, programa que busca a las nuevas promesas del rap en Colombia, entre más de 500 participantes llegó a una final muy reñida contra su adversario Big Bull. Al final con la mediación de la dupla de jueces de conformada por el rapero español Kase.O y el colombiano Nanpa Básico, Anarkía quedaría como ganadora.
En 2021 Anarkía se presentaría a la cuarta temporada del reality  El Factor X Donde fichada por el equipo de Rosana quedaría finalista siendo la representante de la categoría de menores, Aunque el programa lo ganaría el cantante barranquillero Madeiro Anarkía se volvería la favorita del público haciendo que ganara una gran fama nacional lo que la haría volverse parte de las promesas de la industrial mainstream de la música urbana de Colombia.
En 2022 se hizo viral una parodia publicada en TikTok que hizo Kei Linch de la canción Saoko de la cantante Rosalía y que se conoció como «Relocos, papi, relocos» donde la artista usa lenguaje callejero bogotano de manera humorística. Dicha parodia llegó a ser replicada por varias personalidades, incluido el candidato presidencial Rodolfo Hernández siendo este uno de sus videos más populares. Linch, sin embargo, hizo público su apoyo al candidato rival de Hernández, Gustavo Petro, quien ganó la elección.

## Discografía
EP
- Red and Blue Sad Doll (2020)

Sencillos
- De la Esquina al Cielo (2021)
- Dominatrix (2021)
- Bendita (2021)
- Parchao (2021)
- No se si tú (2021)
- En otra vida (2022)
- Rosa (2022)